# Felis silvestris ugandae
Felis silvestris ugandae es una subespecie de  mamíferos carnívoros  de la familia Felidae.

## Distribución geográfica
Se encuentra en el Viejo Mundo.